# Ipomopsis gunnisonii
Ipomopsis gunnisonii är en blågullsväxtart som först beskrevs av John Torrey och A. Gray, och fick sitt nu gällande namn av V. Grant. Ipomopsis gunnisonii ingår i släktet Ipomopsis och familjen blågullsväxter. Inga underarter finns listade i Catalogue of Life.